# William Adam Piper
William Adam Piper, född 21 maj 1826 i Franklin County i Pennsylvania, död 5 augusti 1899 i San Francisco i Kalifornien, var en amerikansk politiker (demokrat). Han var ledamot av USA:s representanthus 1875–1877.
Piper efterträdde 1875 Charles Clayton som kongressledamot och efterträddes 1877 av Horace Davis.
Piper gravsattes ursprungligen på Odd Fellows Cemetery i San Francisco men gravplatsen flyttades till Greenlawn Memorial Park i Colma.